# Döme Sztójay

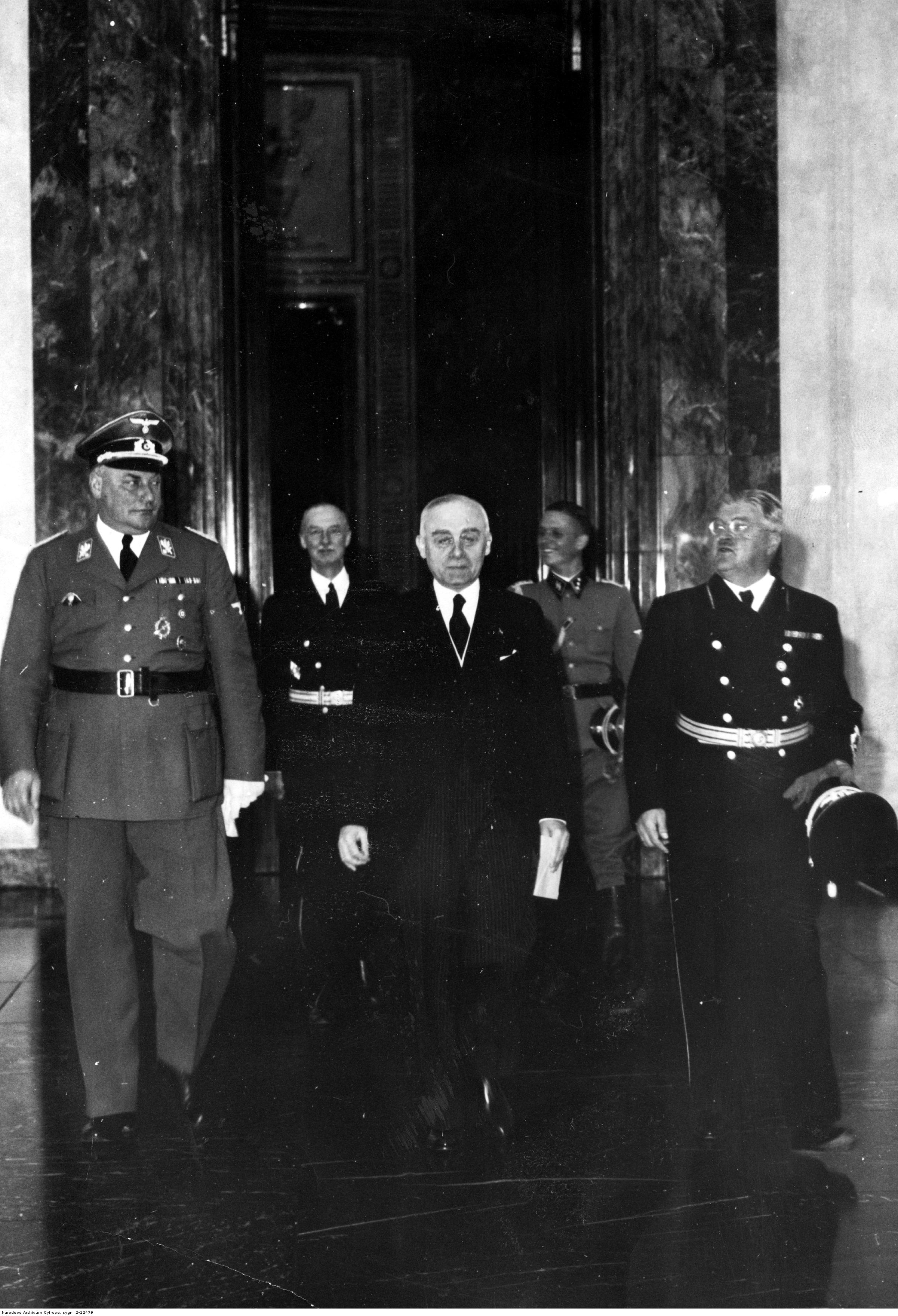
Generalul Döme Sztójay, în centru, ca ambasador al Ungariei la Berlin, în anul 1940, sosit pentru o audienţă la Hitler, însoţit de înalţii funcţionari germani Obergruppenführer SS Wilhelm Brueckner - la stânga, şi secretarul de stat Otto Meissner - la dreapta

Döme Sztójay (născut Demeter Sztojakovich; n. 5 ianuarie 1883, Vârșeț, Țările Coroanei Sfântului Ștefan, Austro-Ungaria – d. 22 august 1946, Budapesta, Republica Populară Ungară) a fost un militar, diplomat și politician maghiar de extremă dreapta, de origine sârbă din Banat. Numele și l-a maghiarizat în anul 1927, dar cunoștințele sale de limbă maghiară au rămas destul de precare întreaga viață. Urcând în ierarhia militară până la gradul de general-locotenent, între anii 1936–1944 a slujit ca ambasador al țării sale la Berlin, iar între 22 martie 1944- 29 august 1944 prim-ministru și ministru de externe al Ungariei.
Numele său este legat în mare măsură de Holocaustul din Ungaria, în care majoritatea evreilor din această țară și din teritoriile anexate la ea, a fost supusă într-un scurt timp la prigoană și deportare în masă în lagărele de exterminare amenajate de Germania nazistă pe teritoriul Poloniei. 
Döme Sztójai a fost ulterior condamnat la moarte de Tribunalul Poporului din Budapesta și executat.

## Date biografice. Unul din fondatorii serviciului de informații al Ungariei
În tinerețe, Sztójay a servit în Primul Război Mondial ca agent de informații în cadrul armatei austro-ungare. Ulterior, din noiembrie 1918, a condus cu gradul de maior departamentul de informații nr. 1 în cadrul armatei noului regim Mihály Károlyi, căreia i-a succedat Armata Roșie a Republicii Sfaturilor (Sovietică) 
de sub conducerea lui Béla Kun. Apoi a trecut în rândurile Armatei Naționale contrarevoluționare de sub comanda lui Miklós Horthy unde de asemenea a activat în fruntea uneia din direcțiile unităților de informații.
Ajungând să urce în ierarhia militară a serviciului de informații la rangul de colonel și apoi de general major a fost numit între anii atașat militar al Ungariei la Berlin.

## Prim-ministru loial lui Hitler
Döme Sztójay a fost impus de Germania ca prim-ministru la trei zile după invadarea Ungariei de către armata germană la 19 martie1944, politica sa fiind servilă față de  Adolf Hitler.
Inițial, Germania a propus un alt pro-nazist, Béla Imredy, dar Horthy a preferat între două rele, pe Sztójay, considerând că poate acesta, ca militar, va ține mai mult seama de interesele Ungariei. 
De fapt, în Ungaria, politica țării urma de acum înainte să fie dictată de reprezentantul Führerului, Dr. Edmund Veesenmayer (1904-1977), ministrul plenipotențiar al Germaniei și general SS.
În cabinetul Sztójay au intrat fasciști notorii între care și Béla Imrédy care a legalizat partidul extremist pro-nazist al lui Ferenc Szálasi, Crucile cu Săgeți. De asemenea, au fost reprimate sindicatele și organizațiile stângii democratice. Döme Sztójay nu se vedea obligat să accepte în toate  autoritatea regentului Miklós Horthy și a continuat cu energie măsurile de prigoană contra evreilor și deportarea lor spre lagărele naziste din Polonia.
După iunie 1944, Horthy a fi vrut să-l demită din funcție pe Sztójay, dar nu mai deținea puterea de facto necesară. După unele surse, Horthy ar fi încercat și să-și folosească influența, fără succes, ca să oprească deportarea evreilor. În cele din urmă, sub presiunile mai multor factori internaționali (ca de pildă apelurile Vaticanului) la 7 iulie Horthy a ordonat oprirea deportărilor de evrei în lagărele din Polonia. Sztójay, în acest moment, i s-a alăturat. Béla Imrédy a hotărât să părăsească  guvernul în semn de protest față de exproprierea de către SS și Gestapo a bunurilor evreilor. Profitând de o anumită confuzie creată în Germania după Atentatul din 20 iulie 1944 împotriva lui Hitler, precum și noua situație creată de căderea lui Ion Antonescu în România, la 29 august 1944 Horthy a izbutit să -l îndepărteze din funcție și pe primul ministru Sztójay „din motive de sănătate”,
înlocuindu-l cu generalul Géza Lakatos. Când Miklós Horthy a fost înlăturat din funcțiile sale de către germani, în octombrie 1944, Sztójay nu a mai fost desemnat din nou ca prim-ministru. Armata sovietică a intrat în Ungaria în aprilie 1945, Sztójay, fugind spre vest, a fost capturat de trupele americane, iar în octombrie 1945 a fost trimis în Ungaria, a fost judecat și condamnat de tribunalul ungar al poporului drept criminal de război. În 23 august 1946 la Budapesta a fost executat prin împușcare.